# Tripsacum maizar
Tripsacum maizar är en gräsart som beskrevs av Hern.-xol. och Lowell Fitz Randolph. Tripsacum maizar ingår i släktet Tripsacum och familjen gräs. Inga underarter finns listade i Catalogue of Life.